# アーバンワークスメディア
アーバンワークスメディア（朝: 얼반웍스미디어、英: Urban Works Media）は、韓国の制作プロダクション、芸能事務所である。RBWの子会社。

## 制作コンテンツ

### テレビ番組
| 年              | 番組名                                                                          | ジャンル         | 放送局     |
| --------------- | ------------------------------------------------------------------------------- | ---------------- | ---------- |
| 2008年          | 謎の特殊部隊（미스터리 특공대）                                                 | バラエティー番組 | SBS        |
| 2008年 - 2009年 | ソロモンテレビ法律事務所（TV로펌솔로몬）                                        | バラエティー番組 | SBS        |
| 2008年 - 2010年 | ファミリーアウティング（패밀리가 떴다）                                         | バラエティー番組 | SBS        |
| 2008年 - 2009年 | アローン・イン・ラヴ（연애시대）                                                | バラエティー番組 | SBS        |
| 2009年 - 2010年 | SBS人気歌謡（인기가요）                                                         | 音楽番組         | SBS        |
| 2009年 - 2010年 | ラブタクシー（러브택시）                                                        | バラエティー番組 | QTV        |
| 2009年 - 2010年 | アイドルショー シーズン5（아이돌 군단의 떴다! 그녀 시즌5）                      | バラエティー番組 | MBC every1 |
| 2010年          | 優雅な生活（우아한 인생）                                                       | バラエティー番組 | MBC every1 |
| 2010年          | テグクギ: Brotherhood of War（태극기 휘날리며）                                 | 特別番組         | SBS        |
| 2010年          | 女性に乾杯（여자만세）                                                          | リアリティー番組 | QTV        |
| 2010年 - 2011年 | キム・ジョンウンのチョコレート（김정은의 초콜릿）                               | 音楽番組         | SBS        |
| 2011年          | アイドルの王様（설날특집 아이돌의 제왕）                                        | 特別番組         | SBS        |
| 2011年          | I'm Real ソン・ジュンギ（I'm Real 송중기）                                      | バラエティー番組 | QTV        |
| 2011年          | キム・ヨナのキス＆クライ（김연아의 키스 & 크라이）                              | リアリティー番組 | SBS        |
| 2011年          | 2011年スーパーモデルコンペティション（2011 슈퍼모델 선발대회）                  | コンペティション | SBS        |
| 2011年 - 2012年 | ジャングルの法則 シーズン1（정글의 법칙 시즌1）                                 | バラエティー番組 | SBS        |
| 2016年          | あなたは女の子が好きですか（私の宇宙日記）（우주 LIKE 소녀 (김덕후의 덕질일기） | リアリティー番組 | Mnet       |

### テレビドラマ
| 年     | タイトル                                                                         | 放送局  |
| ------ | -------------------------------------------------------------------------------- | ------- |
| 2012年 | ヒーロー（히어로）                                                               | OCN     |
| 2014年 | バッド・ガイズ（나쁜녀석들）                                                     | OCN     |
| 2017年 | ネイキッド・ファイアーマン（맨몸의 소방관）                                      | KBS2    |
| 2017年 | バッド・ガイズ シーズン2（나쁜 녀석들: 악의 도시）                               | OCN     |
| 2018   | ラジオロマンス〜愛のリクエスト〜（라디오 로맨스）                                | KBS2    |
| 2018   | ドラマステージ：最後の食事をする女（드라마 스테이지: 마지막 식사를 만드는 여자） | tvN     |
| 2019年 | ブラックドッグ:ビーイング・ア・ティーチャー（블랙독）                            | tvN     |
| 2023年 | 盗賊：剣の音（도적: 칼의 소리）                                                  | Netflix |

## 所属

### 俳優
- イ・ソヨン
- イ・チョア
- オ・ジェウン
- ソン・テ
- ナム・ジヒョン

### 歌手
- クリスチャ・チュー
- Vホーク

## 過去の所属
- チョ・スンヒ
- チェ・ギュファン
- チェ・スハン
- チェ・スンイル
- ギル・サン
- ハン・ソウル
- ファン・スンオン
- カン・ジソプ
- キム・ウンス
- キム・ジョングク
- キム・ミンジュ
- イ・ビットナ
- シン・ソイ